# Circonscription de Debrebrehan
La circonscription de Debrebrehan est une des 135 circonscriptions législatives de l'État fédéré Amhara, elle se situe dans la Zone Nord Shoa. Son représentant actuel est Berhan Haylu Dagne.